# اتاق ماروین
اتاق ماروین (به انگلیسی: Marvin's Room) فیلم درام/روان‌شناسی به کارگردانی جری زکس ،که محصول سال ۱۹۹۶ کشور ایالات متحده آمریکا می‌باشد. این فیلم شش سال قبل از آنکه توسط جری زکس ساخته شود، اجرای تئاتری موفقی داشت که همین توفیق باعث شد تا استودیو میراماکس تصمیم به تولید فیلمی براساس آن بگیرد.

## داستان
دو خواهر با نام‌های بیسی (دایان کیتون) و لی (مریل استریپ) است که از سال‌ها پیش با یکدیگر قهر کرده‌اند و دیگر ارتباطی با یکدیگر ندارند.
وقتی هانک (لئوناردو دی کاپریو) پسر لی بر اثر ماجراهایی سر از یک مرکز روانکاوی درمی‌آورد، سروکله بیسی هم پیدا می‌شود. فیلم بیشتر با محوریت رابطه این دو خواهر و هانک نوجوان پیش می‌رود.

## بازیگران
- مریل استریپ... لی
- لئوناردو دیکاپریو... هنک
- دایان کیتون... بسی
- رابرت دنیرو... دکتر والی
- هیوم کرونین... ماروین
- گوئن وردن... روث
- هال اسکاردینو... چارلی
- دن هدایا... باب
- بیتی شرم... جِـنین